# Houli
Houli (chiń. upr. 后里区; chiń. trad. 后里區; pinyin Hòulǐ qū; Wade-Giles Hou-li ch’ü) – dzielnica (chiń. 區, qū) w rejonie górskim miasta wydzielonego Taizhong na Tajwanie. 
23 czerwca 2009 komitet przy Ministrze Spraw Wewnętrznych Republiki Chińskiej zarekomendował scalenie dotychczasowego powiatu Taizhong (chiń. trad. 臺中縣; pinyin Táizhōng xiàn) i miasta Taizhong (chiń. trad. 臺中市; pinyin Táizhōng xiàn) w miasto wydzielone (chiń. 直轄市, zhíxiáshì); wszystkie gminy wiejskie (chiń. 鄉, xiāng), jak Houli, miejskie oraz miasta wchodzące w skład powiatu zostały przekształcone w dzielnice (chiń. 區, qū). Ustawa weszła w życie 25 grudnia 2010 roku.
Populacja dzielnicy Houli w 2016 roku liczyła 54 332 mieszkańców – 26 712 kobiet i 27 620 mężczyzn. Liczba gospodarstw domowych wynosiła 15 977, co oznacza, że w jednym gospodarstwie zamieszkiwało średnio 3,4 osób.

## Demografia (2011–2016)
| Rok  | Liczba ludności | Gęstość zaludnienia | Kobiety | Mężczyźni | Gospodarstwa domowe |
| ---- | --------------- | ------------------- | ------- | --------- | ------------------- |
| 2011 | 54 033          | 916                 | 26 338  | 27 695    | 14 976              |
| 2012 | 54 089          | 917                 | 26 421  | 27 668    | 15 124              |
| 2013 | 54 076          | 917                 | 26 472  | 27 604    | 15 255              |
| 2014 | 54 106          | 917                 | 26 525  | 27 581    | 15 439              |
| 2015 | 54 344          | 921                 | 26 711  | 27 633    | 15 707              |
| 2016 | 54 332          | 921                 | 26 712  | 27 620    | 15 977              |